# Shock (cómic)
Shock (Ariel Tremmore) es una supervillana del universo Marvel Comics. Una asesina psicópata, luchó con Daredevil en la ciudad de Nueva York. Shock posee el poder de inducir miedo y alucinaciones en otras personas al liberar feromonas a través de su piel.

## Historial de publicaciones
Shock se introdujo en Daredevil #314 (marzo de 1993).

## Biografía ficticia
Ariel Tremmore es la hija ilegítima de Alan Fagan y Cora Tremmore y, por tanto, sobrina nieta de  Larry Cranston. Alan se negó a asumir cualquier responsabilidad por Ariel, abandonando tanto a Cora como a Ariel.
Cora se enojó con Alan y este enojo se le contagió a medida que crecía. Después de que Cora muriera en un horrible accidente laboral, Ariel se dedicó al objetivo de su madre de ser mejor que su padre y buscó venganza por la ausencia de su padre en sus vidas y por la vergüenza de tener al famoso Señor Miedo como padre.
Ariel descubrió que necesitaba una fuente de ingresos para vivir en la ciudad y recurrió a diversas formas de ganar dinero, incluidos el robo y la prostitución.
Finalmente, Ariel pagó a un grupo de presos para que atacaran a su padre encarcelado y le trajeran un trozo de piel de la cara de Fagan. Ariel llevó la muestra a un químico para que la examinara; Ariel teorizó que la muestra de piel de su padre estaría mezclada con algo del gas del miedo de Señor Miedo. Esto era de interés para Ariel, ya que estaba decidida a producir una sustancia química del miedo nueva y mejorada para usarla contra su padre. Una vez sintetizada la sustancia química, Ariel la inyectó en su propio cuerpo y se transformó en una criatura de aspecto temible. Ella decidió llamarse a sí misma la criatura "Shock", la Señora del Miedo.
Usando sus nuevos poderes, Shock aterrorizó a la población de la ciudad de Nueva York y atrajo la atención de Daredevil. Los súper sentidos de Daredevil para rastrear el olor químico hasta Ariel. Transformándose en Shock, ella usó sus habilidades para enfurecer a Daredevil y derribó al superhéroe desde lo alto del edificio mientras peleaban. Ambos aterrizaron sanos y salvos y Shock escapó usando sus poderes para causar pánico en las calles.
Luego, Shock visitó a su padre en el hospital. Estaba muriendo, pero Shock atormentó a Fagan con sus poderes hasta que los signos vitales de Fagan comenzaron a fortalecerse. Al mismo tiempo, Daredevil la localizó nuevamente listo para traerla. Pero esta vez, hizo que Daredevil alucinara siendo atacado por Elektra.
A su vez, Daredevil logró mantener la cabeza libre de ilusiones el tiempo suficiente para obligar a Shock a tomar otra dosis de su químico. Esto la transformó nuevamente a su forma humana y facilitó su arresto. Mientras la enviaban a la cárcel, las manos de Ariel volvieron a su forma de garras y se preparó para liberarse.

## Poderes y habilidades
Al consumir la sustancia química sintetizada por la piel de su padre, Ariel se transformó en una criatura monstruosa y de pesadilla con dientes y garras afilados, piel escamosa con orejas puntiagudas y largo cabello rojo; en esta forma se la conoce como Shock.
El shock puede generar terror, rabia, alucinaciones y odio en otras personas a través de feromonas liberadas a través de su piel.
Ella no parecía ser capaz de generar sus emociones manipulando feromonas en su forma humana. Sin embargo, el final de su última aparición sugiere que puede transformarse hacia y desde su forma monstruosa a voluntad, en lugar de depender de productos químicos.